# Stygimoloch spinifer
Stygimoloch (il cui nome significa "demone dello Stige") è un genere estinto di dinosauro pachycephalosauride vissuto nel Cretaceo superiore, circa 65 milioni di anni fa, in Nord America. Attualmente i suoi fossili sono stati ritrovati all'interno della Formazione Hell Creek, nella Formazione Ferris e nella Formazione Lance, negli Stati Uniti, dove visse negli stessi ambienti di Tyrannosaurus e Triceratops. Le specie tipo, S. spinifer (che significa letteralmente "diavolo spinoso dello Stige"), è stata descritta dal paleontologo inglese Peter Galton e dal paleontologo tedesco Hans-Dieter Sues, del National Museum of Natural History, nel 1983. Lo Stygimoloch deve il suo nome ai numerosi noduli ossei e corna presenti sul retro del cranio, di cui facevano parte due lunghe corna laterali circondate da 2-3 cornetti più piccoli, che insieme circondavano la distintiva calotta cranica arrotondata, tipica dei pachycephalosauri. Secondo alcuni paleontologi lo Stygimoloch rappresenterebbe solo un subadulto o la femmina del ben noto Pachycephalosaurus, che crescendo ha perso le corna e ha sviluppato la calotta cranica. Sempre secondo tali scienziati, il genere Dracorex rappresenterebbe un giovanissimo Pachycephalosaurus o un giovane Stygimoloch.

## Descrizione

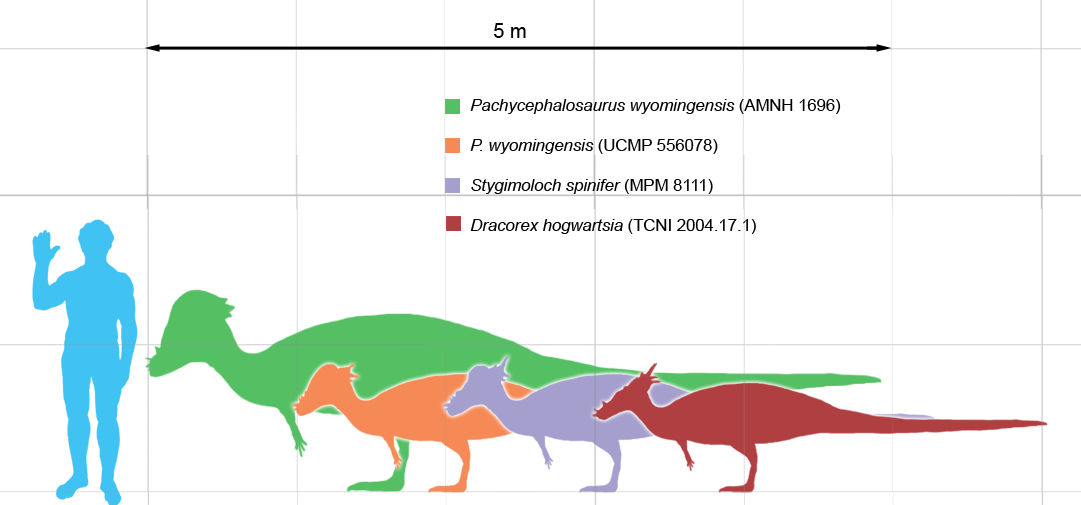
Dimensioni di S. spinifer adulto (in blu), o le potenziali fasi di crescita di Pachycephalosaurus, in confronto ad un uomo

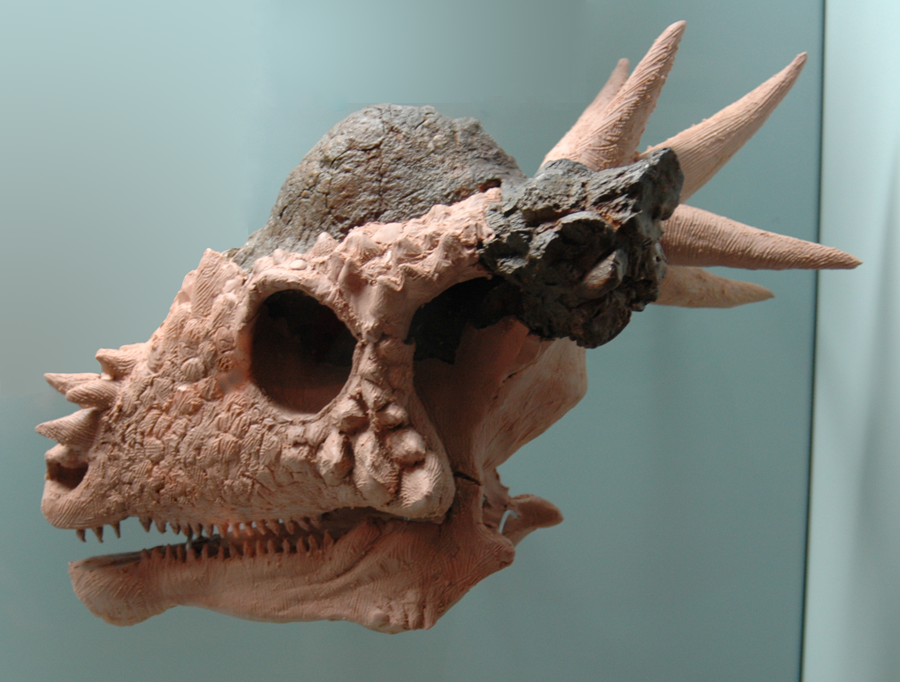
Cranio di S. spinifer

Lo Stygimoloch era un dinosauro di taglia media, pur essendo uno dei più grandi pachycephalosauri conosciuti, potendo raggiungere una lunghezza di circa 3 metri. Il cranio da solo era lungo circa 46 centimetri (18 in). A differenza di altri pachycephalosauridi, il cupola cranica dello Stygimoloch era relativamente più piccola, leggermente schiacciato ai lati e dalla vaga forma a pera; ciò la differenzia dalle altre cupole craniche di animali più grandi come Pachycephalosaurus. Mentre la cupola è ridotto in termini di dimensioni, l'ornamentazione del cranio è piuttosto elaborata rispetto a qualsiasi altro pachycephalosauride. Brevi noduli ossei e spine brevi erano presenti sulla parte superiore del muso e agli angoli posteriori del cranio erano presenti un paio di grosse punte rivolte all'indietro, che potevano arrivare fino a 5 centimetri di diametro e 15 centimetri di lunghezza; queste erano circondate da due o tre spine più piccole. La funzione di questo insolito ornamento è sconosciuta. Il fatto che molti pachycephalosauri, usassero la loro cupola cranica per fare a testate come i moderni ungulati cornuti (comportamento ancora non del tutto chiarito), fa supporre che la piccola cupola dello Stygimoloch non era adatta a tale comportamento. Si è quindi più propensi a credere che la vistosa livrea di spine e corna dell'animale servissero solo da ornamento e per la visualizzazione, oltre che per l'auto-difesa. Un altro comportamento vedrebbe i maschi di Stygimoloch intrecciare le corna e spingersi l'un l'altro finché uno dei due non cedeva, come i moderni cervi. Un'altra possibilità è che gli animali colpissero con le teste i fianchi dei loro avversari.

## Classificazione

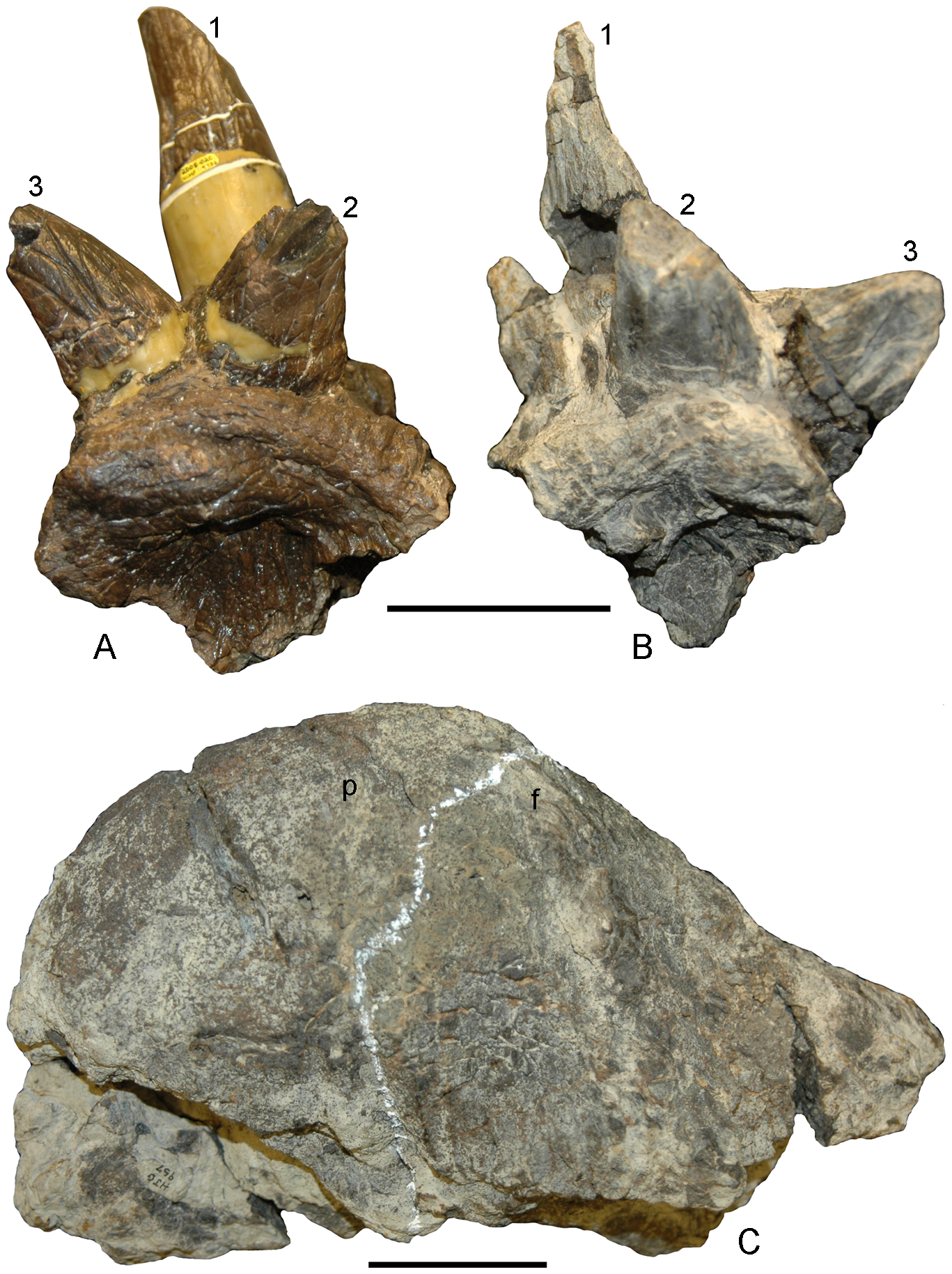
Olotipo di S. spinifer, composto da un osso squamoso e la cupola cranica

Il pachycephalosauride Dracorex potrebbe effettivamente essere davvero un individuo giovane di Stygimoloch o di Pachycephalosaurus, la cui cupola osseo o le corna non si sono ancora sviluppate, o perché l'animale era ancora troppo giovane o perché potrebbe trattarsi di una femmina. Questa considerazione è stata proposta per la prima volta nel 2007 in occasione della riunione annuale della Society of Vertebrate Paleontology. Il paleontologo Jack Horner, della Montana State University, ha presentato diverse prove a supporto di questa teoria, partendo dall'analisi del cranio olotipo di Dracorex. Secondo le analisi di Horner il Dracorex potrebbe essere effettivamente un esemplare giovane di Stygimoloch. Horner afferma inoltre di aver trovato le prove che indicherebbero che sia Dracorex sia Stygimoloch non sarebbero altro che le forme giovanili e adolescenti di Pachycephalosaurus. Le ricerche di Horner e MB Goodwin, pubblicate nel 2009, hanno dimostrato che i piccoli noduli ossei, le spine e la cupola cranica del cranio di Dracorex e Stygimoloch erano costituiti da materiale osseo molto elastico quindi facilmente modificabile durante la crescita. Un'ulteriore prova starebbe nel fatto che sia Dracorex sia Stygimoloch sono noti solo attraverso esemplari giovani e immaturi, mentre Pachycephalosaurus è conosciuto solo per esemplari adulti. Queste osservazioni, oltre al fatto che tutte e tre le specie sono vissute negli stessi luoghi e nella stessa epoca, hanno indotto molti scienziati a concludere che sia Dracorex sia Stygimoloch sono semplicemente, rispettivamente, le forme giovanili e adolescenti di Pachycephalosaurus, che durante la crescita hanno perso le corna e i noduli ossei. Uno studio del 2010 da parte di Nick Longrich et al ha avanzato l'ipotesi che tutti i pachycephalosaridi dal cranio piatto come il Goyocephale e l'Homalocephale siano in realtà delle formi giovanili di altri pachycephalosauri dotati di una cupola ossea sviluppata come Prenocephale e Tylocephale. Nel 2016, l'ulteriore scoperta di crani frammentari di giovani Pachycephalosaurus, provenienti dalla Formazione Hell Creek, sono stati presentati come ulteriore prova per tale ipotesi. Come affermato da David Evans e Mark Goodwin et al, tali fossili sono pressoché identici a quelli di tutti e tre gli animali. Questo ed altri studi su diversi teschi più maturi, hanno evidenziato che le spine e le manopole ossee presenti nel cranio si sviluppavano precocemente nei giovani per poi diminuire di volume durante lo sviluppo in favore dell'allargamento e all'inspessimento della cupola cranica che compariva in età adulta.
Il paleontologo Dr. Denver Fowler (2016) ha pubblicato un massiccio schema stratigrafico che correla ed, in alcuni casi, rivede l'età di ogni formazione rocciosa del Nord America occidentale del Cretaceo, nonché traccia degli intervalli stratigrafici di diverse linee di dinosauri. Ciò che risulta da queste analisi, è che: 
- Ci sono raramente dati stratigrafici precisi di Pachycephalosaurus, ma tutti concordano che proviene dagli strati più bassi della Formazione Hell Creek e delle altre formazioni;
- Anche la maggior parte dei fossili di Stygimoloch mancano di dati stratigrafici precisi, ma tutti concordano che provengono dagli strati alti delle formazioni. Il campione noto come Dracorex invece è stato ritrovato a metà della formazione;
- Un cranio di dimensioni simili a quelle di Stygimoloch e Dracorex è stato raccolto dalla stessa cava in cui è stato rinvenuto il campione di Tyrannosaurus "Sue" (circa 15 metri al di sopra del fondo della Formazione Hell Creek), ma che non mostra spine e punte ed è più simile ai crani dei Pachycephalosaurus adulti;
- Il Pachycephalosaurus mostra una grande variazione individuale di ornamenti del cranio, con alcuni individui che mostrano un diverso numero di spine e punte;
- Un cranio ritrovato nella parte centrale della Formazione Hell Creek, una volta assegnato al genere Stenotholus (prima che questo genere venisse sinonimizzato in Stygimoloch, a sua volta sinonimizzato in Pachycephalosaurus) mostra corna e spine più brevi di quelle di Stygimoloch ma più lunghe di Pachycephalosaurus

Sulla base di questi limitati dati disponibili, il Dr. Denver Fowler sceglie di mantenere Stygimoloch come un taxon distinto. Tuttavia, essendo lo Stygimoloch sinonimizzato con Pachycephalosaurus, si può più che altro parlare di una nuova specie del genere Pachycephalosaurus, che a questo punto conterrebbe la specie tipo Pachycephalosaurus wyomingensis e Pachycephalosaurus spinifer.

## Nella cultura di massa
Stygimoloch è diventato noto solo di recente verso gli appassionati di Dinosauri, è particolarmente conosciuto tra la famiglia dei Pachycephalosauria.
La prima apparizione di questo animale è stata nel film della Disney Dinosauri (2000), tuttavia solo come comparsa, solo in alcune scene eliminate lo Stygimoloch si vede più centralmente.
Una comparsa assai importante è stata nel franchise di Jurassic Park, tale specie è stata introdotta nel film Jurassic World - Il regno distrutto (2018), in cui un esemplare (soprannominato da molti fan Stiggy) aiuta Owen e Clare a fuggire da una gabbia, lo si rivede poi insieme ad Owen a seminare il panico durante l'asta dall'Indoraptor, visto che non ne venne menzionato il nome non venne quasi da nessuno riconosciuto e venne addirittura scambiato per un Pachycephalosaurus, dinosauro assai più conosciuto e già apparso nel franchise (in Il Mondo Perduto - Jurassic Park e una piccola menzione in Jurassic World). Il successo dello Stygimoloch è dovuto successivamente quando la LEGO rilasciò alcuni prodotti relativi a Jurassic World, lo Stygimoloch divenne famoso per essere stato il primo dinosauro erbivoro in versione giocattolo LEGO, il giocattolo ottenne tanto successo che la LEGO realizzò successivamente con meno frequenza altre versioni giocattolo di dinosauri erbivori, compare anche nelle serie non-canonica LEGO, LEGO Jurassic World - La Leggenda di Isla Nublar. Successivamente lo Stygimoloch riappare nel film Jurassic World - Il dominio (2022), ma stavolta solo come cameo o animale di sfondo e nella serie animata Jurassic World - Teoria del caos, dove ebbe molto più spazio.
Lo Stygimoloch è presente nei videogiochi Jurassic World Il Gioco (2015), Jurassic World Alive (2018), Jurassic World Evolution (2018) e Jurassic World Evolution 2 (2021)
Il Pokémon Rampardos possiede molte caratteristiche fisiche in comune con lo Stygimoloch.